# 金聪河
金聪河，也称烟园河，位于中华人民共和国海南岛东南部，发源于万宁市西南部的牛上岭，蜿蜒南流至汇入陵水黎族自治县县城椰林镇汇入陵水河。河长28.9千米，流域面积127.08平方千米。